# Pedro Duque
Pour les articles homonymes, voir Duque.
Pedro Francisco Duque Duque (/ˈpeðɾo fɾãnˈθisko ˈðuke ˈðuke/) est un spationaute et homme politique espagnol, né le 14 mars 1963 à Madrid.
Issu d'une famille originaire d'Estrémadure, il est ingénieur aéronautique formé à l'université polytechnique de Madrid. Il rejoint l'Agence spatiale européenne (ESA) en 1986 et devient spationaute en 1992. Il est pressenti pour une mission spatiale en 1994, mais c'est finalement en 1998 qu'il devient le premier Espagnol à voler dans l'espace, sur la mission STS-95. À ce titre, il reçoit le prix Prince des Asturies en 1999. Il réalise une seconde mission spatiale en 2003, à bord de l'ISS. Il quitte l'ESA pour le secteur privé en 2006, mais y fait son retour en 2011.
En juin 2018, il est nommé ministre de la Science, de l'Innovation et de l'Enseignement supérieur dans le premier gouvernement du socialiste Pedro Sánchez. Il fait l'objet d'une polémique trois mois plus tard, étant accusé à tort d'avoir cherché à éviter de payer l'impôt sur le patrimoine. Il présente ensuite un plan de lutte contre la promotion de l'homéopathie.
Il est élu au Congrès des députés l'année suivante dans la province d'Alicante, puis reconduit dans le gouvernement Sánchez II en janvier 2020 comme ministre de la Science et de l'Innovation, amputé des compétences liées à l'enseignement supérieur. Il échoue quelques mois plus tard à prendre la direction de l'Agence spatiale européenne.

## Vie privée
Pedro Francisco Duque Duque naît le 14 mars 1963 à Madrid, dans le quartier de Simancas, situé dans le district de San Blas au sein d'une famille originaire de Badajoz. Son père, Pedro Antonio Duque, est contrôleur aérien, et sa mère, Andrea Duque, est professeure des écoles. Il a une frère cadet, Carlos, qui exerce la même profession que leur père. Il est surnommé « Pedrito » par ses parents.
Il est marié avec la diplomate Consuelo Femenía (es), dont il a fait la connaissance à Moscou. Le couple a trois enfants. Ils vivent à Madrid, dans le district de Ciudad Lineal, et possèdent une résidence secondaire à Xàbia, sur la Costa Blanca, dans la province d'Alicante.
Passionné de plongée sous-marine, comme son épouse, il est un admirateur d'Ada Lovelace.

## Formation et vie professionnelle

### Ingénieur à l'ESA
Il suit ses études secondaires au collège public madrilène Miguel Blasco Vilatela, à Ciudad Lineal. En janvier 2018, il y revient pour inaugurer à proximité une statue interactive lui rendant hommage et qui représente la Terre.
Il obtient en 1986 une licence en génie aéronautique à l'école technique supérieure des ingénieurs aéronautiques de l'université polytechnique de Madrid (UPM) avec mention,.
Stagiaire au Laboratoire de mécanique de vol de l'UPM pendant ses études, il travaille sur un projet de simulateur qui sera plus tard acquis par l'Agence spatiale européenne (ESA). À l'issue de son cursus, il est recruté par l'Agence et rejoint le Centre européen des opérations spatiales (ESOC). Il participe à des missions de contrôle de vol des satellites ERS-1 et Eureca, et détermine les orbites de la sonde Giotto.

### Spationaute

#### STS-95
En mai 1992, le directeur général de l'ESA Jean-Marie Luton annonce que Duque fait partie des six candidats retenus pour participer au programme des spationautes de l'Agence, dont deux devraient voler dans les années à venir avec la NASA.
Après avoir été pressenti en mai 1994 pour intégrer une mission euro-russe sur la station Mir, il est choisi en juillet 1998 pour participer trois mois plus tard à la mission américaine STS-95 à bord de la navette Discovery aux côtés du vétéran John Glenn,.
Il décolle le 29 octobre 1998 dans l'après-midi de la base de lancement de Cap Canaveral et devient ainsi le premier Espagnol à voler dans l'espace. La mission retrouve la terme ferme neuf jours plus tard, le 7 novembre après avoir accompli 134 tours de la Terre. Duque est ainsi l'unique Espagnol de nationalité à avoir jamais volé dans l'espace, le Madrilène Michael López-Alegría étant de nationalité américaine.
En juin 1999, il reçoit avec trois autres spationautes — l'Américain John Glenn, le Russe Valeri Poliakov et la Japonaise Chiaki Mukai — le prix Prince des Asturies dans le domaine de la coopération internationale au titre de sa contribution à « l'exploration pacifique de l'univers ».

#### Soyouz TMA-3
Lors d'une entrevue sur une télévision locale le 25 mai 2002, la ministre espagnole de la Science Anna Birulés confirme que le gouvernement étudie sérieusement l'option de financer une mission de Pedro Duque à bord de la Station spatiale internationale (ISS) via un vol sur le véhicule Soyouz. Le ministère annonce six mois plus tard que le spationaute espagnol ira bien sur l'ISS en avril suivant, mais la mission est suspendue en février 2003 après l'accident de la navette spatiale Columbia,.
Les navettes spatiales américaines étant clouées au sol, la NASA, l'ESA et l'agence russe Roscosmos prennent la décision à la fin du mois de février 2003 de reporter le vol auquel Duque devait participer. Il est finalement autorisé au mois de juin à rejoindre l'ISS lors d'un transit prévu au mois d'octobre 2003,. Il décolle effectivement le 18 octobre du cosmodrome de Baïkonour et s'amarre deux jours plus tard à l'ISS. Son retour sur Terre intervient dix jours plus tard, au matin du 28 octobre,,.

### Chef d'entreprise et cadre de l'ESA
Il se place en disponibilité de l'Agence spatiale européenne en 2006, afin de devenir directeur général de Deimos Imaging, S.L., entreprise qui place en orbite trois ans plus tard le premier satellite espagnol d'observation de la Terre. En 2010, il est désigné président exécutif de l'entreprise. Il retrouve les effectifs de l'ESA en 2011, pour diriger les opérations européennes réalisées à bord de la Station spatiale internationale.
En novembre 2016, le site Web satirique El Mundo Today écrit qu'il a été nommé ministre des Affaires étrangères par le président du gouvernement espagnol conservateur Mariano Rajoy, qualifiant cette désignation de « choix d'autorité car nul n'est allé plus à l'extérieur que le spationaute ». Réagissant sur Twitter, il salue l'annonce de sa nomination à la Une « d'un journal prestigieux »,.
En mai 2022, il est nommé au comité stratégique de Destinus en tant que conseiller. La société fondée par l'entrepreneur en série Mikhail Kokorich développe un drone cargo hypersonique à hydrogène liquide.

## Ministre de la Science

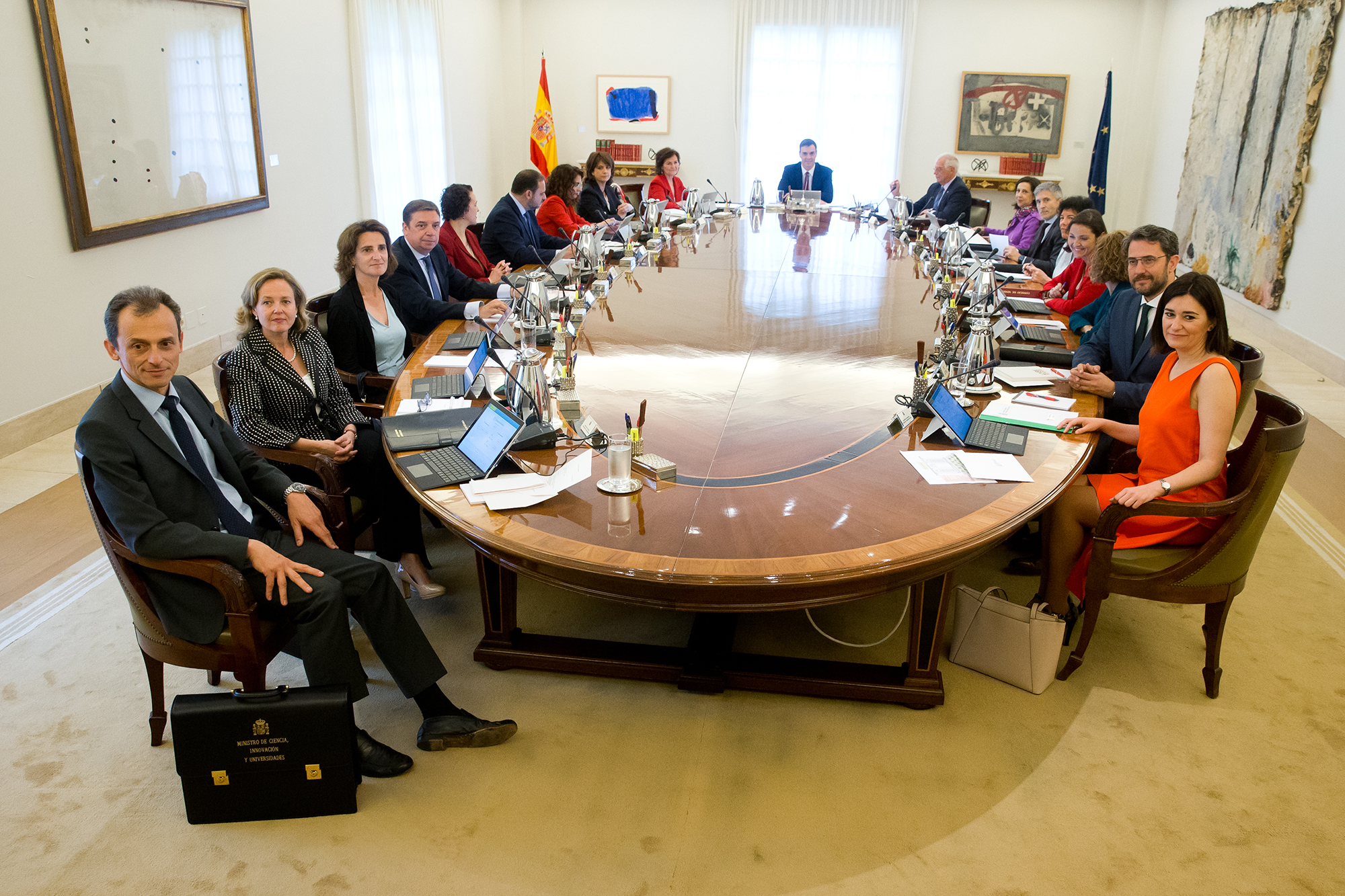
Il est nommé ministre de la Science du gouvernement Sánchez I en juin 2018.

### Nomination et premiers pas
Le 6 juin 2018, cinq jours après le renversement de Rajoy, le nouveau président du gouvernement socialiste Pedro Sánchez annonce que Pedro Duque sera nommé ministre de la Science, de l'Innovation et de l'Enseignement supérieur. Avec la ministre de la Santé Carmen Montón, il est un critique virulent de l'homéopathie, dont il estime que « elle ne fait rien, elle ne sert à rien ». Il prend ses fonctions le lendemain, lors de la cérémonie d'assermentation du gouvernement devant le roi Felipe VI au palais de la Zarzuela.
Il est au cœur d'une polémique à la fin du mois de septembre suivant, lorsque le journal en ligne Okdiario révèle que Duque et son épouse sont administrateurs depuis 2005 d'une société qui détient la propriété de leur domicile de Madrid et de leur résidence secondaire de Xàbia. Ce montage juridique légal permet au couple d'éviter de payer l'impôt sur le patrimoine et une surimposition sur leur impôt sur le revenu pour possession d'une maison de vacances. Le Parti populaire et Ciudadanos réclament ainsi qu'il comparaisse devant le Congrès des députés. Il présente un mois plus tard une étude commandée à un expert universitaire en droit fiscal qui conclut que sa société ne lui a pas permis de diminuer ses charges fiscales, et qu'il avait même payé plus d'impôts que si sa femme et lui avaient conservé la propriété directe de leurs demeures.
Il présente le 14 novembre suivant avec la ministre de la Santé María Luisa Carcedo un plan de lutte contre les « pseudo-thérapies » qui — à l'image de l'homéopathie — revendiquent des vertus curatives réfutées par les études scientifiques. Duque explique ainsi qu'il faut séparer les anecdotes des preuves scientifiques, donnant comme exemple d'élément anecdotique « qu'un traitement a fonctionné pour l'ami d'un ami », et indique que tous les programmes de licences et maîtrises universitaires dans le domaine de la santé seront révisés pour s'assurer que les thérapies alternatives n'y figurent pas. Il annonce en outre que son ministère prépare un programme de culture scientifique destiné à promouvoir la pensée critique et rationnelle, non pas pour « conditionner les Espagnols » mais « leur donner les clés pour décider de manière informée ».

### Député et réorganisation ministérielle

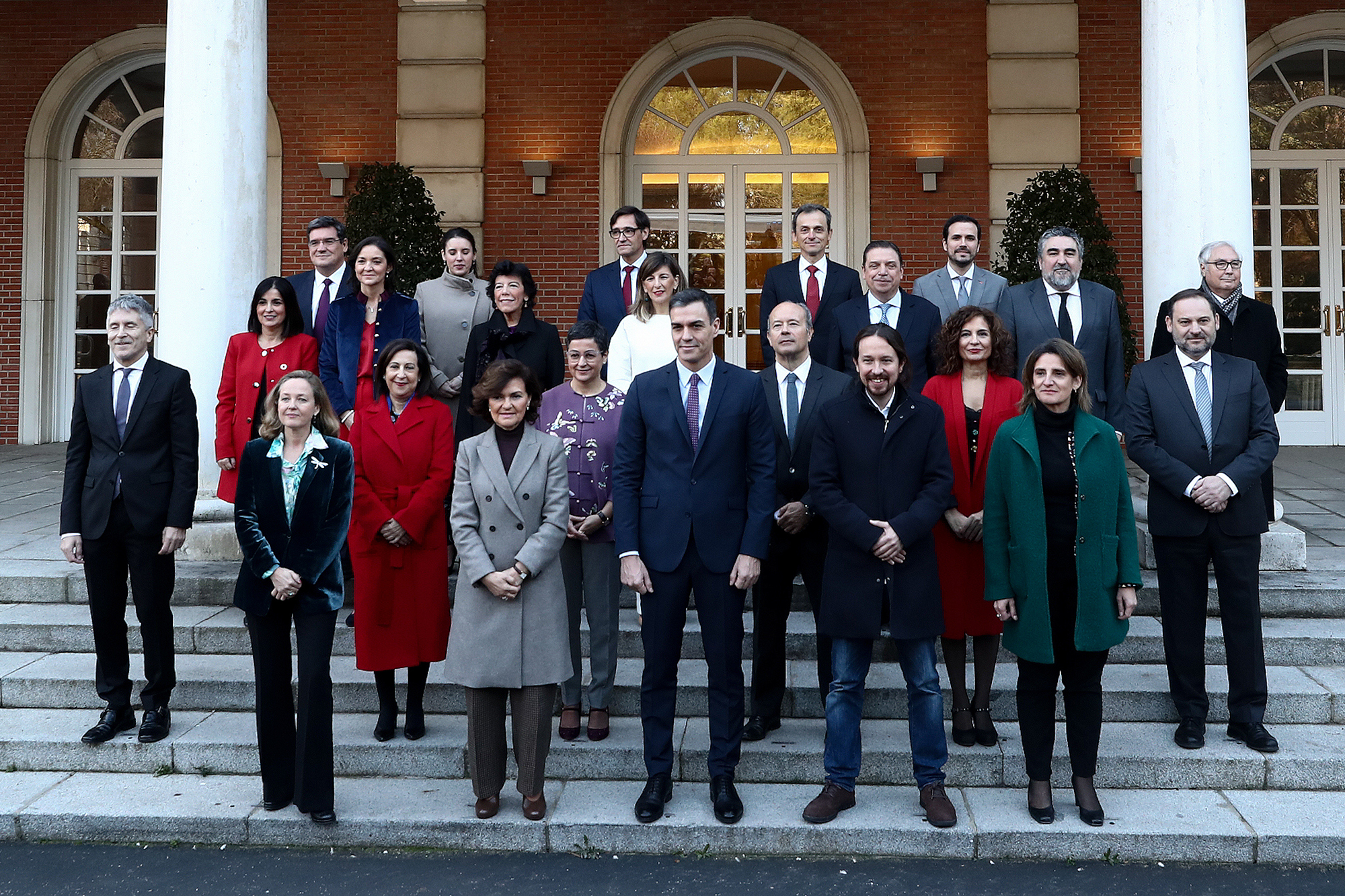
Il est reconduit dans le gouvernement Sánchez II en 2020, sans les compétences liées à l'enseignement supérieur.

Le 6 mars 2019, alors que les Cortes Generales sont dissoutes en vue des élections générales anticipées du 28 avril, le Parti socialiste ouvrier espagnol (PSOE) indique que Pedro Duque sera investi tête de liste dans la circonscription d'Alicante. Le secrétaire général provincial du parti juge que le ministre de la Science « apportera énormément » car il constitue « une vraie valeur pour le socialisme ». Élu au Congrès des députés, il conserve son mandat à l'occasion des élections du 10 novembre 2019.
À la suite de ce scrutin, Pedro Sánchez met sur pied un gouvernement de coalition avec Unidas Podemos, dans lequel est créé un ministère de l'Enseignement supérieur, confié à l'universitaire Manuel Castells. Le 13 janvier 2020, il prend donc les fonctions de « ministre de la Science et de l'Innovation ». Lors de la cérémonie de passation de pouvoirs, le nouveau ministre de l'Enseignement supérieur souligne que « à titre personnel », il n'était pas favorable à la création de son département ministériel puisque « l'université a une relation intrinsèque avec la science et l'innovation ». Le ministre de la Science réagit en indiquant que tous deux créeront « des comités conjoints dans les secteurs qui le requièrent », avant d'indiquer que l'absence de nouvelle loi de finances depuis l'arrivée du centre gauche au pouvoir ne permet pas « de rendre à l'Espagne l'impulsion et l'innovation qu'elle portait voilà dix ans ». Il démissionne un mois plus tard du Congrès, cédant son fauteuil de député au maire de Pinoso Lázaro Azorín.

### Candidature infructueuse à l'ESA
Le nom de Pedro Duque est évoqué au début du mois de juin 2020, conjointement avec celui de la ministre des Affaires étrangères Arancha González Laya, comme de potentiels candidats à la direction d'organismes internationaux. En l'espèce, le ministre de la Science est présenté par Pedro Sánchez comme un éventuel postulant aux fonctions de directeur de l'Agence spatiale européenne (ESA), d'autant que l'Espagne s'est engagée à accroître de 30 % sa contribution au budget de l'Agence.
Le 30 juillet suivant, Pedro Duque présente officiellement sa candidature, étant le premier à se déclarer. En cas d'élection, il quitterait le gouvernement et serait le premier Espagnol à assumer la direction de l'ESA depuis sa fondation. Le mandat du directeur sortant Johann-Dietrich Wörner, qui ne se représente pas, échoit en juin 2021. Pedro Sánchez justifie ce choix par le fait que l'Espagne « mise de manière décidée sur la science et l'innovation, qui sont des piliers fondamentaux pour la reconstruction du pays et de l'Europe » et juge que « ce serait un honneur pour tout le gouvernement que Pedro Duque devienne le premier Espagnol à diriger l'Agence spatiale européenne ». Lors d'un vote informel du conseil de l'ESA le 26 novembre, l'Autrichien Josef Aschbacher obtient une majorité de suffrages, s'assurant l'élection lors du scrutin officiel, convoqué le 17 décembre.

### Loi relative à la science
Pedro Duque présente le 2 février 2021 à Madrid, au siège de son ministère, le « pacte pour la science », souscrit par une soixantaine d'organisations. Parmi les objectifs de cet accord, que le financement de la recherche représente l'équivalent de 2 % du produit intérieur brut avant la fin de la législature en cours et 3 % d'ici 2030, stabiliser la carrière des chercheurs dans le secteur public et mieux intégrer les personnels scientifiques dans le secteur privé. Soulignant qu'entre 2009 et 2017, les budgets alloués à la science ont diminué de 6 % en Espagne, il appelle « à faire les choses bien mieux » pour « améliorer notre position », aussi « il est nécessaire de dégager un large consensus » autour du pacte. Un mois plus tard, il est auditionné par la commission de la Science, de l'Innovation et de l'Enseignement supérieur du Congrès des députés pour présenter le pacte pour la science aux parlementaires. Il indique vouloir présenter dans les semaines à venir un projet de loi de réforme de la loi de 2011 relative à la science et à l'innovation. La commission approuve en conclusion de ses travaux la création d'une sous-commission qui analysera les conditions de mise en œuvre du pacte pour la science et le texte à venir du projet de loi évoquée.
À l'issue du Conseil des ministres du 30 mars, Pedro Duque annonce qu'il se réunira dans les semaines à venir avec les associations scientifiques, universitaires, du secteur de la santé, les communautés autonomes et les partenaires sociaux afin d'évoquer le contenu du projet de loi. L'objectif de la réforme promue par le ministre de la Science est de doter les scientifiques d'une carrière « attractive, prévisible et stable » notamment en créant un dispositif de pré-titularisation ou « tenure-track » et en proposant des contrats plus nombreux et moins précaires pour les post-doctorants ; de développer le transfert de connaissances en permettant par exemple de constituer des start-ups comme conséquence directe des résultats d'une recherche. En réaction, le syndicat Commissions ouvrières (CCOO), la Fédération des jeunes chercheurs (FJI) ou encore la Confédération des sociétés scientifiques d'Espagne (COSCE) dénoncent un projet qui risque de renforcer la précarité du monde de la recherche, à cause du dispositif de tenure-track qui prévoit une double évaluation — dont une indépendante — des travaux de recherche préalable à l'embauche en contrat à durée indéterminée et ne tient pas compte de l'ancienneté.
Le projet de loi est approuvé par le Conseil des ministres pour être remis au Congrès des députés le 18 février 2022, qui l'approuve en première lecture le 23 juin, puis en lecture définitive le 25 août.

### Sortie du gouvernement
Pedro Sánchez annonce le 10 juillet 2021 son intention de procéder à un important remaniement ministériel, à l'occasion duquel Pedro Duque cède son ministère la maire socialiste de la ville de Gandia, Diana Morant. La passation de pouvoirs avec sa successeure a lieu deux jours plus tard au siège du ministère. Le journal en ligne El HuffPost relève le 16 juillet que l'ex-ministre a cessé de suivre sur Twitter l'intégralité des comptes des ministères, secrétariats d'État et leurs titulaires.
C'est de nouveau sur ce réseau social qu'il attire l'attention des médias, en avril 2022. Après qu'Elon Musk a suggéré dans un tweet que l'Espagne installe une gigantesque centrale photovoltaïque pour alimenter l'ensemble de l'Europe et que Pedro Sánchez lui a fait une réponse, Pedro Duque réplique également en indiquant que le pays souhaite la bienvenue à quiconque veut investir dans le développement des énergies renouvelables, que le cadre réglementaire est prêt, et lui demande s'il connaît des investisseurs pour ce faire.
Selon le journal El País le 18 décembre 2023, il est appelé à devenir président de l'entreprise publique d'opération de satellites Hispasat en remplacement de Jordi Hereu, récemment nommé ministre de l'Industrie du gouvernement Sánchez III.